# Когониа, Валентин Астамурович
Валентин Астамурович Кого́ниа (Кого́ния) (абх. Кәаӷәаниа (Коӷониа) Валентин Асҭамыр-иԥа; род. 13 февраля 1959, Кутол) — советский и абхазский фольклорист, поэт и литературный критик, доктор филологических наук (2010), профессор Абхазского государственного университета, старший научный сотрудник Абхазского института гуманитарных исследований, действительный член Академии наук Абхазии (2019), лауреат Государственной премии имени Г. А. Дзидзария (2011).

## Биография
Родился 13 февраля 1959 года в селе Кутол, Очамчирский район, Абхазская АССР. Окончил в Сухумской школе-интернате № 1 (ныне Абхазский государственный лицей-интернат имени К. Ф. Дзидзария).
В 1981 году окончил русско-абхазское отделение филологического факультета Абхазского государственного университета. В 1986 году окончил аспирантуру при отделе фольклористики Института мировой литературы имени А. М. Горького АН СССР, защитил диссертацию «Абхазская народная песня. (Жанры и их поэтика)» и получил учёную степень кандидата филологических наук.
С 1986 года работает в Абхазском институте языка, литературы и истории (ныне Абхазский институт гуманитарных исследований), занимает должности научного сотрудника, с 1997 года — старшего научного сотрудника.
С 2013 года по совместительству преподаёт в Абхазском государственном университете, читает курс лекций «История абхазской литературы» и спецкурс «Поэтика абхазской лирики», занимает должность профессора кафедры абхазской литературы.
В 1999—2014 годах являлся директором Абхазского государственного лицея-интерната имени К. Ф. Дзидзария. В 2005—2007 годах являлся главным редактором детского журнала «Амцабз». В 2010 году в Сухуме защитил диссертацию «Поэтика абхазского песенно-стихотворного фольклора» и получил учёную степень доктора филологических наук.
В 2014 году избран членом-корреспондентом Академии наук Абхазии (АНА) и стал заведующим редакционно-издательским отделом АНА. В 2019 году избран действительным членом АНА.

## Деятельность
Пишет лирические стихи на абхазском языке. Первые стихи опубликовал в 1974 году в газете «Апсны капш». Также публиковал в журналах «Алашара» и «Апсны аказара» и в сборнике «Ерцаху».
Составлял материалы абхазского фольклора, двухтомный сборник произведений Т. Ш. Аджба и хрестоматии по абхазской литературе для школьников. Опубликовал свыше 140 научных работ, включая монографии и сборники статей.

## Награды и признание
- Действительный член Академии наук Абхазии (2019)[4].
- Государственная премия имени Г. А. Дзидзария (2011) за монографию «Поэтика абхазского песенно-стихотворного фольклора»[1].
- Член Союза писателей Абхазии (1997)[2].
- Член Союза журналистов Абхазии[2].